# Корабель дурнів (поема)
«Корабель дурнів» (нім. Das Narrenschiff (старонім.Daß Narrenschyff ad Narragoniam), лат. Stultifera Navis) — сатирична поема Себастіана Бранта, опублікована 1494 року в Базелі.
Поему написано ранньою нововерхньонімецькою мовою, яка становила перехідний етап на шляху виникнення національної німецької мови, що склалася з XVIII століття. С. Брант увів німецьку мову в суворі правила вірша й метричного розміру. Автор сміливо користувався своєю мовою, хоч нею заборонялося трактувати вчені предмети.

## Сюжет та інтерпретація
У своїй сатирико-дидактичній поемі «Корабель дурнів» Себастіан Брант ніби дає людям в руки дзеркало, щоб вони впізнавали самих себе поміж дурнів і, набираючись розуму, ставали кращими. Прагнучи одним махом покінчити з пороками, цими плодами недоумкуватості, автор у поемі будує корабель, на який садовить дурнів, тобто всілякі персоніфіковані дурощі, й везе їх у країну Наррагонію — Дурляндію. По дорозі кепкує з дурнів, засуджує їх, картає, всіляко глумиться з них у надії, що вони схаменуться і стануть кращими. І все те, за його ж таки словами, робить він «задля користі й доброго повчання», «задля… заохочення до мудрості й… викорінення дурості та в ім'я виправлення роду людського». Поет сміється з себелюбців, з тих, хто нехтує «загальні блага». Глузує з лжевчених, які не хочуть сушити собі голову знаннями. Нещадно разить Брант ворожбитів, магів, астрологів. Засуджує батьків, які не привчають дітей змалку до праці й вирощують із них дармоїдів та гультяїв. Він обурюється вчинками донощиків, підлиз, майстрів роздмухувати чвари. Кепкує із нероб, картярів, святенників, п'яниць. Дістається й тим чоловікам, хто ганяється за новими модами, голить на шкоду чоловічій красі бороду й напомаджує та завиває, мов те жіноцтво, своє волосся.

## Вплив на літературу
«Корабель дурнів» був улюбленим твором не лише читачів. Своєрідність його сюжету зачаровувала й письменників. Книжку наслідували, з'являлися й її переробки. Книга дала життя цілому напрямку в німецькій літературі XVI ст. — «літератури про дурнів», її вплив був відчутний і в інших країнах Європи.
Один страсбурзький проповідник Кайзерсберґ для своїх проповідей брав цілі розділи цієї сатирико-дидактичної поеми. Широковідомий твір вченого-гуманіста Еразма Роттердамського «Похвала глупоті» багато в чому перегукується з твором С. Бранта. Великий німецький поет Ганс Сакс, через шістдесят років після виходу в світ книжки Бранта, змальовує в комедії «Край дармоїдів» (нім. Schlaraffenland) усіх тих, «кого доктор Себастіан Брант вмістив на своєму кораблі…» Вплив Брантової поеми позначився й на творах інших німецьких письменників XVI—XVII століть (Томас Мурнер написав «Закляття дурнів», «Луг дурнів», наслідували Бранта Каспар Шейг, Йоганн Фішарт). Через півтораста років поет Йоганн Міхаель Мошерон показує «дурнів» у «Видіннях Філандера», теж персоніфікуючи в дурнях різні пороки. Відчував на собі вплив С. Бранта і французький поет XVI століття П'єр Ґренґор (Ґренґуар), коли писав п'єсу «Принц дурнів». До традицій С. Бранта свідомо звертаються і митці нового часу — наприклад, американська письменниця Кетрін Енн Портер, відома своїм романом «Корабель блазнів», що побачив світ 1962 р.
Щодо переробок, «Корабель дурнів» Себастіана Бранта можна порівняти з Вергілієвою «Енеїдою», яку пізніше почали брати для травестій і перелицьовувань мало не в кожній країні.
Впливала ця сатира і на українську літературу. Поет кінця XVII — початку XVIII століття Климентій, Зиновіїв син, навіть будував книжку своїх віршів, взявши за зразок Брантову книжку. В нього заголовки окремих віршів такі ж, як і в німецького поета («О злых женах» — «Про злих жінок»). Український мандрівний філософ Григорій Сковорода, можливо, за посередництва Еразма Роттердамського, теж воював проти різних дурнів. Перегукується з Брантом у шостій частині «Енеїди» й І. П. Котляревський.

## Переклади
Одразу ж після публікації, книга здобула величезну популярність — до 1521 року, коли помер Брант, вийшли друком ще шість авторизованих і сім піратських видань «Корабля дурнів». Багато представників реформаційного руху того часу бачили у творі теми, суголосні своїм ідеям реформування Церкви, хоча сам Брант не підтримав Реформацію.

Українське видання поеми 1980 року

Книжку було перекладено латиною у 1497 році Якобом Лохером, французькою — Полем Рів'єром у 1497 та Єганом Дройном у 1498 р., англійською — Олександром Берклі у 1509 та Генрі Уотсоном того ж року.
«Корабель дурнів» уперше було перекладено сучасною німецькою мовою 1877 року.

## Українські видання
- Себастіан Брант. Авдіокнига "Daß Narrenschyff ad Narragoniam" . Verlag Rütten und Loening. Basel; 1494 р. (укр.)
- Корабель дурнів. Вибрані сатири. — Київ: Дніпро, 1980 (переклад з німецької Феофана Скляра, за редакцією Дмитра Паламарчука)[2];
- Корабель дурнів. — Київ: Грані-Т, 2012 (пер. Феофана Скляра, ілюстрації Юрія Чаришнікова)[3].

## «Корабель дурнів» в образотворчому мистецтві

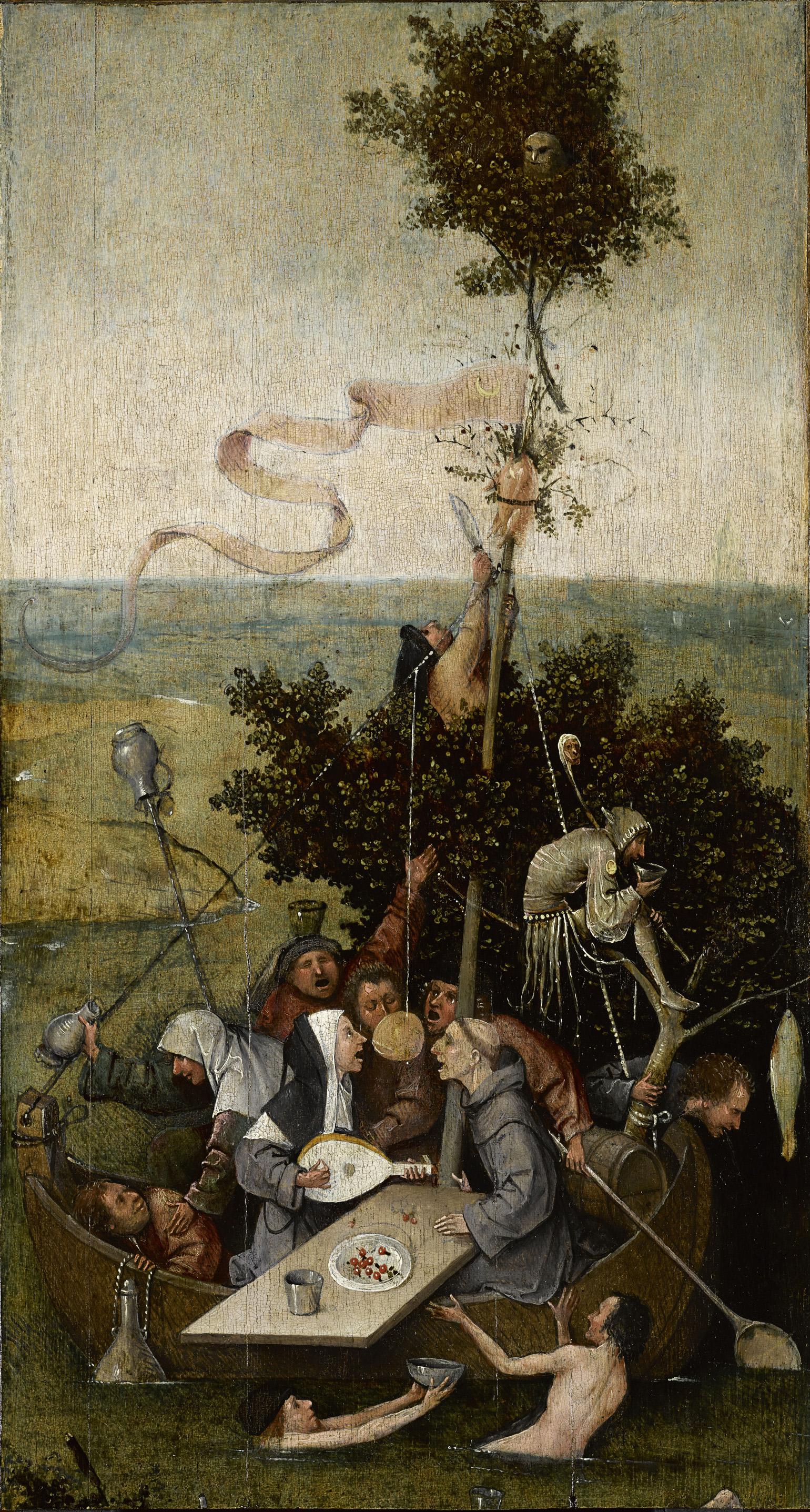
Картина Босха «Корабель дурнів»

Ймовірно, що багато дереворитів для першого видання книги були вирізьблені Альбрехтом Дюрером.
Вважають, що картина (ймовірно, диптих або триптих) Єроніма Босха «Корабель дурнів» була зроблена художником (у період між 1490 і 1500 рр.) під впливом гравюр Дюрера. Одна з частин картини експонується у Луврі, ще одна — в Національній галереї мистецтв США.
У XX-ХХІ ст. картини за мотивами «Корабля дурнів» та ілюстрації до сучасних видань поеми Бранта творили: Арт Гейзелвуд, Дюсан Каллай, Іштван Орос, Враян Вільямс, Юрій Чаришніков тощо.